# Lucky Luke (film 2009)
Lucky Luke è un film nel 2009 diretto da James Huth.
Si tratta di un adattamento per cinema del fumetto Lucky Luke di Morris.

## Trama
John Luke, figlio di un irlandese e una nativa americana, vive in una fattoria in Utah, dove sorgerà anni dopo Daisy Town. I genitori di Luke muoiono per mano della Banca dei Truffatori e, fuggendo in sella al suo cavallo Jolly Jumper, Luke evita le pallottole per pura fortuna. Dal becchino, Dick Diggers, il vecchio ubriacone della città, lo ribattezza "Lucky", il fortunato: nasce così Lucky Luke, ma il ragazzo, traumatizzato dalla vicenda, si impone di non uccidere mai nessuno.
Passano gli anni e Luke è stato protagonista di diverse avventure in cui ha assicurato furfanti alla giustizia senza ucciderne nessuno come promesso. Il presidente degli Stati Uniti, decide di costruire una ferrovia che attraversi tutto il paese, ciò significa però passare per Daisy Town, città abitata dai fuorilegge dopo il suo abbandono all'epoca della corsa all'oro. Luke, avendo a cuore la cittadella, col sostegno di suo zio Cooper, amministratore delegato del paese, ottiene l'incarico di ripulire Daisy Town dalla malavita in un paio di mesi.
Lucky Luke arriva città e, prende il posto di sceriffo e inizia a ripulire la città. Ciò non fa felice il nuovo proprietario della città, Pat Poker il baro. Per liberarsi di Luke, Pat assume una delle nemesi del cowboy: Billy the Kid. Billy si rivela però impacciato e infantile e viene catturato.
Il giorno dopo una ballerina di Pat, Belle, seduce Lucky che abbassa la guardia, permettendo alla donna di sfilargli momentaneamente la sua pistola. Quando Pat picchia la donna, Lucky lo afferra e nota l'orologio del padre in possesso del baro, credendo si tratti del capo della Banda dei Truffatori. Cieco di rabbia, Lucky Luke sfida Pat Poker a duello e, contrario ai suoi principi, il cowboy più veloce della sua ombra uccide il baro. Sconvolto, Luke non si vede più allo specchio come un uomo, ma come un assassino vendicatore.
Depresso, Luke intende morire travolto da un treno, ma per la prima volta nella sua vita Jolly Jumper gli rivolge la parola direttamente. Superato lo choc di avere un cavallo parlante, Luke fa ritorno alla sua vecchia fattoria e dopo un discorso con Cooper, lascia la sua pistola sulla tomba del padre e si dirige a Daisy Town, ora gestita da Billy.
Billy, approfittando della assenza della pistola di Luke, lo fa impiccare, ma viene salvato all'ultimo dalla vecchia amica Calamity Jane e dal vecchio shakespeariano rivale Jesse James. Mentre James controllerà Billy e la città, Calamity riporta Luke alla fattoria cercando di riportarlo sulla via della colt, ma Luke si rifiuta di usarla un'altra volta. Intanto, Belle si prende cura di Luke tra un allenamento e l'altro, facendo nascere del tenero tra i due.
Dopo una cena con zio Cooper alla sua tenuta, Luke prende la decisione di andarsene a Parigi con Belle, ma volendo la loro rivincita, Jesse e Billy lo aggrediscono e Billy riesce pure a sparare al cowboy con la sua pistola, rivelando che è caricata a salve. Quando Belle aveva la sette colpi in mano, aveva scambiato le pallottole: Pat non era morto, ha solamente finto. Recuperati i suoi affetti e scoperto che Pat ha simulato un attacco indiano al treno presidenziale e ha rapito il presidente, Luke parte con Billy, James e Jane al rifugio di Poker: l'unico casino ed edificio di Las Vegas, il Bandito Monco.
Luke e compagnia, aiutati da Belle, sconfiggono Pat e i suoi uomini e liberano il presidente. Luke, però, scopre che il capo della Banda dei Truffatori è un altro: suo zio Cooper. Attraverso un gioco di specchi, Coop fa per sparare a suo nipote, ma Luke riconosce i primi colpi di pistola sul cappello dello zio e, vedendoli al contrario, riesce a capire il trucco e a disarmarlo.
Il film finisce con Luke che viene premiato e scopre che Belle era la sua compagna di scuola che aveva una cotta non ricambiata per lui. Billy e James diventano onesti sceriffi di Daisy Town, Jane diventa nuova amministratrice delegata degli USA e Luke parte con Jolly verso il tramonto cantando la loro canzone.

## Distribuzione
Il film è uscito in Francia il 21 ottobre 2009. In Italia è stato trasmesso direttamente in televisione il 31 luglio 2011 su Rai 2.

## Differenze e citazioni dai fumetti
- L'idea della madre indiana spiega il motivo per cui Luke va spesso d'accordo con i nativi americani.
- I Fratelli Dalton, sebbene importanti antagonisti negli albi, vengono solo citati nel film. Anche il cane Rantanplan non compare e non viene menzionato.
- All'inizio del film, si può vedere Lucky scartare le medaglie doppie delle sue avventure, tra i quali il "Western Circus".
- L'idea del presidente che vuole unire il paese con la ferrovia è tratta dall'albo "Rotaie sulla prateria".
- "Daisy Town" è il titolo e la città del primo film cinematografico di Lucky Luke.
- La gara di abilità tra Pat e Lucky, quando si incontrano, ricordano rispettivamente la gara di abilità di "Risalendo il Mississippi" (la carta da gioco trapassata di traverso da una pallottola) e di "Daisy Town" (la banconota colpita in aria da una pallottola che fa cadere monetine bucate).
- L'idea che Daisy Town diventa una città di banditi è presa da "Dalton City"
- Il Generale Mc Straggle e il figlio sottoposto de "Il 20º Cavalleria" compaiono a inizio film. Differentemente dal fumetto,
- Billy dice di essere mandato in galera a 8 anni dopo aver ucciso i suoi genitori ma, nel fumetto, Billy era stato in galera dopo aver terrorizzato una città, mentre i suoi genitori, vivi e vegeti, appaiono all'inizio mentre lo cacciano via di casa dopo avergli fatto scegliere tra il dolce o l'assalto alle diligenze.
- Jesse James, nel film, cita spesso Shakespeare con tanto di fonti, ma questo era il ruolo di suo fratello maggiore Frank James mentre Jesse seguiva le imprese di Robin Hood.
- Billy ha una cinturone rotabile in cui contiene pistole e cibo. Nel fumetto ha un normale cinturone
- Compare il Dottor Smith da "La Ballata dei Dalton".
- Il Bandito Monco, il rifugio di Pat Poker nel film, era anche il titolo di una delle avventure di Luke. Si può notare che è nel film è l'unico casinò di Las Vegas, mentre nel fumetto, alla fine della storia, si rivela essere il primo gioco d'azzardo implementato nella città.
- La diligenza che porta Billy a Daisy Town proviene da Painful Gulch, dove avvenne la celebre Faida in un'avventura di Luke.
- Uno dei primi disegni di Luke, che Coop conserva nella sua tenuta, è la vignetta in cui comparve il cowboy per la prima volta nella storia del fumetto.
- Lucky dice di non volere e di non aver ucciso nessuno, ma nella sua lista figurano tre nomi: il suo sosia malvagio Mad Jim, Phil Defer (che a seguito della censura se la cava con una spalla rotta) e Bob Dalton (che nella versione censurata cade in un barile dove viene chiuso fino alla condanna a morte della Banda Dalton).
- Il becchino Mattiah Bones fa la sua consueta apparizione.
- Pat Poker finge la sua morte come nella sua storia, anche se in questa versione, Luke non si rende conto di averlo ucciso per finta.
- Jolly Jumper, nei fumetti, era ancora un puledro quando Luke era ancora un ragazzo. Nel film ha la stazza di un cavallo adulto.